# Fördraget om upprättandet av Europeiska atomenergigemenskapen
Fördraget om upprättandet av Europeiska atomenergigemenskapen (Euratomfördraget), även känt som ett av Romfördragen, är ett fördrag inom Europeiska unionen som undertecknades den 25 mars 1957. Fördraget trädde i kraft den 1 januari 1958 efter att ha ratificerats av alla medlemsstater i enlighet med deras respektive konstitutionella bestämmelser.
Genom fördraget inrättades Europeiska atomenergigemenskapen (Euratom), som är ett samarbete kring kärnteknik mellan Europeiska unionens medlemsstater. Även om Euratom är en självständig organisation, så delar den institutioner med Europeiska unionen. Euratoms medlemsstater sammanfaller också med EU:s medlemsstater.
Syftet med inrättandet av Euratom var dels att minska beroendet av kol och olja, dels att göra kärnkraften säkrare genom ökat internationellt utbyte av teknologi.
Euratomfördraget utgör ett grundfördrag, och räknas ibland in som ett av Europeiska unionens fördrag, även om Euratom formellt sett inte är en del av unionen. Till skillnad från EU:s två andra grundfördrag, har Euratomfördraget inte ändrats i särskilt stor utsträckning av de ändringsfördrag som antagits sedan fördragets ikraftträdande. Därför innehåller Euratomfördraget i stort sett fortfarande samma bestämmelser som vid undertecknandet av det 1957. En av de största förändringarna som skett sedan det ursprungliga fördraget är fusionsfördraget, som slog samman Euratoms institutioner med de två andra gemenskapernas institutioner 1967.
Euratomfördraget har företräde framför EU:s fördrag och är således den rättskälla som är högst ordnad inom hela unionsrätten.

## Historia

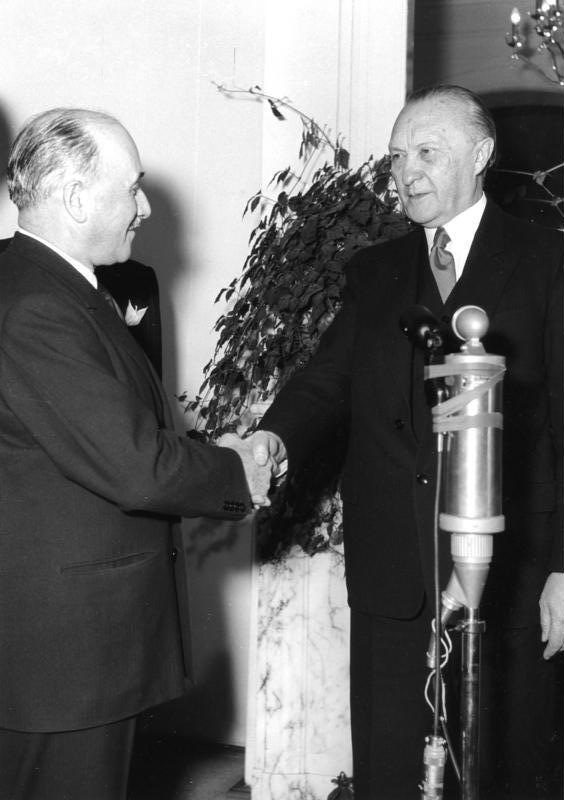
Jean Monnet träffar den tyske regeringschefen Konrad Adenauer.

Fördraget om upprättandet av Europeiska kol- och stålgemenskapen signerades 1951 och upprättade Europeiska kol- och stålgemenskapen (EKSG). Det var den första internationella gemenskapen som baserades på överstatlighet, med syftet att förbättra Europas ekonomi och förhindra framtida krig genom att integrera dess medlemsstater med varandra. Med målet att skapa ett federalt Europa, föreslogs bildandet av ytterligare två gemenskaper; en europeisk försvarsgemenskap (EFG) och en europeisk politisk gemenskap (EPG). Under tiden som gemenskapens parlamentariska församling höll på att utarbeta fördraget till EPG, röstades fördraget om upprättandet av Europeiska försvarsgemenskapen (EFG-fördraget) ned i Frankrikes parlament. Jean Monnet, en av frontfigurerna bakom gemenskaperna, avgick i protest från posten som Höga myndighetens ordförande och påbörjade istället arbetet med andra gemenskaper, baserade på ekonomisk integration istället för politisk integration. Som ett resultat av energikriser, föreslog gemensamma församlingen att EKSG:s befogenheter skulle utökas till att omfatta även andra resurser. Emellertid önskade Jean Monnet en separat gemenskap som skulle ha hand om kärnkraft, och Louis Armand fick uppgiften att undersöka möjligheterna för kärnkraft i Europa.
Slutsatsen i rapporten var att det behövdes ytterligare utveckling inom kärnkraftsområdet för att täcka elunderskottet som uppstått på grund av minskade kollager och för att öka oberoendet av olja. Benelux-länderna och Tyskland var också angelägna om att skapa en allmän tullunion, vilket dock Frankrike motsatte sig på grund av dess protektionism. Jean Monnet såg det därför som en för stor och svår uppgift. I slutänden föreslog Monnet skapandet av två separata gemenskaper, med syfte att tillfredsställa alla intressen. Som ett resultat av Messinakonferensen 1955, utsågs Paul-Henri Spaak till ordförande för en förberedande kommitté, vars uppgift var att ta fram en rapport om förberedelserna för en gemensam europeisk marknad.

### Utarbetning av nytt fördrag

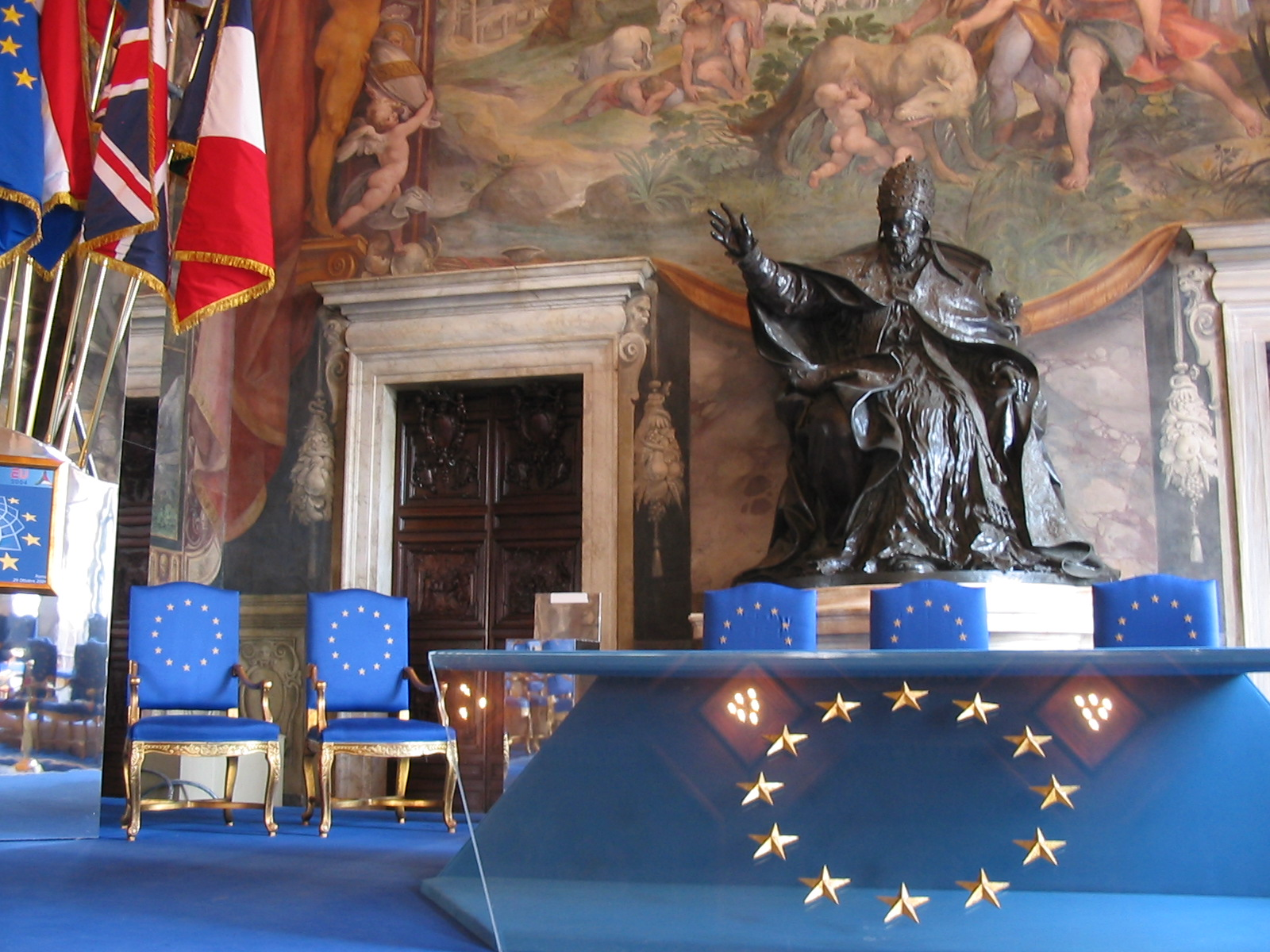
Det var här som fördragen signerades i Rom, Italien, 1957.

Spaak-rapporten, som hade utarbetats av Spaak-kommittén, låg till grund för den fortsatta utvecklingen och accepterades vid Venicekonferensen i maj 1956. Då beslutades att en regeringskonferens skulle organiseras, som utarbetade två nya fördrag. Spaak-rapporten utgjorde hörnstenen vid regeringskonferensens förhandlingar.
Konferensen kom fram till att de nya gemenskaperna skulle ha samma parlamentariska församling och domstol som EKSG. De skulle dock inte dela Höga myndigheten med EKSG. De två nya höga myndigheterna kallades för kommissioner, på grund av deras begränsade befogenheter. Frankrike var motvilligt att acceptera mer överstatlig makt och således fick de nya kommissionerna endast grundläggande befogenheter och viktiga beslut var tvungna att godkännas av rådet, som nu antog beslut genom majoritetsbeslut.
Konferensen ledde till undertecknandet av Euratomfördraget den 25 mars 1957 vid Palazzo dei Conservatori vid Capitolium i Rom. Efter att ha ratificerats av de sex signatärstaterna trädde fördraget i kraft den 1 januari 1958.

## Syfte och innehåll
Euratomfördraget innebar i stort sett endast etablerandet av Europeiska atomenergigemenskapen (Euratom). Eftersom Euratomfördraget reglerar ett ganska specifikt område, skiljer sig fördraget väsentligt från EU:s andra grundfördrag. Både EU-fördraget och EUF-fördraget reglerar ett brett spektrum av olika politiska områden.
Det främsta syftet med att inrätta Euratom var att skapa ett alternativ till kol och olja som huvudsaklig energiresurs. Inrättandet av samarbetet syftade också till ett utbyte av teknologi och således säkrare kärnkraft. Med Euratomfördraget etablerades en separat kommission och ett separat råd för atomenergigemenskapen.

### Senare förändringar

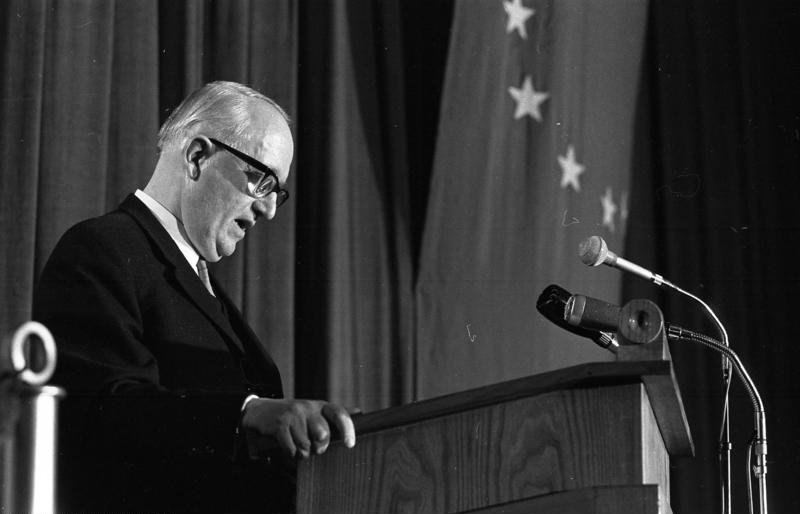
Walter Hallstein var den första kommissionsordföranden för EEG.

Euratomfördraget skiljer sig från EU:s övriga grundfördrag eftersom det inte har ändrats i särskilt stor utsträckning sedan dess ikraftträdande. Medan både EEG-fördraget (och sedermera EG- och EUF-fördraget) och EU-fördraget har genomgått genomgripande förändringar, har Euratomfördraget i stort sett innehållit samma bestämmelser som i den ursprungliga versionen. Fördraget är därmed inte heller lika känt som de två andra fördragen.
Det har skett två särskilt stora ändringar av Euratomfördraget sedan dess ikraftträdande. Den största förändringen skedde genom fusionsfördraget, som 1967 slog samman de separata institutionerna för Europeiska kol- och stålgemenskapen, Europeiska atomenergigemenskapen och Europeiska ekonomiska gemenskapen. Därmed inrättades ett gemensamt råd och en gemensam kommission. Samtidigt etablerades benämningen Europeiska gemenskaperna för de tre olika gemenskaperna. Den andra stora förändringen har skett successivt i takt med de anslutningsfördrag som slutits sedan Euratomfördragets ikraftträdande. Genom anslutningsfördragen har nya medlemsstater anslutits till Euratom.
| Årtal | 1952 | 1954                         | 1958 | 1967                                       | 1987                                       | 1993                                               | 1999                                              |                                                   | 2003                                              | 2009                    |                         |
|       |      |                              |      | Europeiska gemenskaperna:                  |                                            |                                                    |                                                   |                                                   |                                                   |                         |                         |
|       |      |                              |      | Europeiska atomenergigemenskapen (EURATOM) |                                            |                                                    |                                                   |                                                   |                                                   |                         |                         |
|       |      |                              |      | Europeiska kol- och stålgemenskapen (EKSG) | Europeiska kol- och stålgemenskapen (EKSG) |                                                    |                                                   |                                                   |                                                   | Europeiska unionen (EU) | Europeiska unionen (EU) |
|       |      |                              |      | Europeiska ekonomiska gemenskapen (EEG)    | Europeiska ekonomiska gemenskapen (EEG)    |                                                    | Europeiska gemenskapen (EG)                       | Europeiska gemenskapen (EG)                       | Europeiska gemenskapen (EG)                       | Europeiska unionen (EU) | Europeiska unionen (EU) |
|       |      |                              |      |                                            |                                            | Rättsliga och inrikes frågor (RIF)                 |                                                   |                                                   |                                                   | Europeiska unionen (EU) | Europeiska unionen (EU) |
|       |      |                              |      |                                            |                                            | Polissamarbete och straffrättsligt samarbete (PSS) |                                                   |                                                   |                                                   | Europeiska unionen (EU) | Europeiska unionen (EU) |
|       |      |                              |      |                                            | Europeiska politiska samarbetet (EPS)      | Gemensamma utrikes- och säkerhetspolitiken (GUSP)  | Gemensamma utrikes- och säkerhetspolitiken (GUSP) | Gemensamma utrikes- och säkerhetspolitiken (GUSP) | Gemensamma utrikes- och säkerhetspolitiken (GUSP) | Europeiska unionen (EU) | Europeiska unionen (EU) |
|       |      | Västeuropeiska unionen (VEU) |      |                                            |                                            |                                                    |                                                   |                                                   |                                                   | Europeiska unionen (EU) | Europeiska unionen (EU) |
|       |      |                              |      |                                            |                                            |                                                    |                                                   |                                                   |                                                   |                         |                         |

## Ratificering

Slutgiltig deposition avklarad
Ratificeringsförfarandet avklarat
Ratificeringsförfarandet ej klart
Ratificeringsförfarandet stoppat

För att träda i kraft var fördraget om upprättandet av Europeiska atomenergigemenskapen tvunget att ratificeras av alla medlemsstater i Europeiska kol- och stålgemenskapen. Samtliga sex medlemsstater valde att genomföra sin ratificering genom parlamentariska förfaranden, det vill säga utan att hålla folkomröstning.
Ratificeringen skedde parallellt med ratificeringen av fördraget om upprättandet av Europeiska ekonomiska gemenskapen. I de flesta medlemsstaterna godkändes båda fördragen i klump, men i franska nationalförsamlingen behandlades fördragen var för sig. Där erhöll Euratomfördraget något mindre stöd än EEG-fördraget.
I samtliga medlemsstater genomfördes ratificeringen enligt samma mönster. Först skickades ärendet till det nationella parlamentet för ett medgivande. Därefter skickades ärendet vidare till statschefen för den formella ratificeringen av fördraget och promulgeringen av ratificeringslagen. Slutligen deponerades ratifikationsinstrumenten hos den italienska regeringen.
Tyskland var först med att avklara ratificeringen. Den 27 juli 1957 ratificerade presidenten fördraget, och ratifikationsinstrumenten deponerades i Rom den 9 december 1957. Den 13 december 1957 deponerades de sista ratifikationsinstrumenten när Belgien, Luxemburg och Nederländerna samtidigt avklarade sina ratificeringsförfaranden. Således kunde fördraget träda i kraft den 1 januari 1958.

### Ratificeringsförfarandet i detalj
| Belgien |  | 1957-03-25         |                    | 1957-11-28         |                    | 1957-12-02 |  | 1957-12-13 |  |     |   |   |  |
| ------- |  | ------------------ | ------------------ | ------------------ | ------------------ | ---------- |  | ---------- |  | --- | - | - |  |
|         |  | Deputeradekammaren | Deputeradekammaren | Deputeradekammaren | Deputeradekammaren | Godkänt    |  | 1957-11-19 |  | 174 | 4 | 2 |  |
|         |  | Senaten            | Senaten            | Senaten            | Senaten            | Godkänt    |  | 1957-11-28 |  | 134 | 2 | 2 |  |

| Frankrike |  | 1957-03-25           |                      | 1957-07-23           |                      | 1957-08-02 |  | 1957-11-25 |  |     |     |   |  |
| --------- |  | -------------------- | -------------------- | -------------------- | -------------------- | ---------- |  | ---------- |  | --- | --- | - |  |
|           |  | Nationalförsamlingen | Nationalförsamlingen | Nationalförsamlingen | Nationalförsamlingen | Godkänt    |  | 1957-07-09 |  | 332 | 240 | 0 |  |
|           |  | Senaten              | Senaten              | Senaten              | Senaten              | Godkänt    |  | 1957-07-23 |  | 219 | 68  | 0 |  |

| Italien |  | 1957-03-25         |                    | 1957-10-09         |                    | 1957-10-14 |  | 1957-11-23 |  |                |     |    |  |
| ------- |  | ------------------ | ------------------ | ------------------ | ------------------ | ---------- |  | ---------- |  | -------------- | --- | -- |  |
|         |  | Deputeradekammaren | Deputeradekammaren | Deputeradekammaren | Deputeradekammaren | Godkänt    |  | 1957-07-30 |  | 311            | 144 | 54 |  |
|         |  | Senaten            | Senaten            | Senaten            | Senaten            | Godkänt    |  | 1957-10-09 |  | Ingen votering |     |    |  |

| Luxemburg |  | 1957-03-25  |             | 1957-11-26  |             | 1957-11-30 |  | 1957-12-13 |  |    |   |   |  |
| --------- |  | ----------- | ----------- | ----------- | ----------- | ---------- |  | ---------- |  | -- | - | - |  |
|           |  | Parlamentet | Parlamentet | Parlamentet | Parlamentet | Godkänt    |  | 1957-11-26 |  | 46 | 4 | 0 |  |

| Nederländerna |  | 1957-03-25        |                   | 1957-12-04        |                   | 1957-12-05 |  | 1957-12-13 |  |                |    |    |  |
| ------------- |  | ----------------- | ----------------- | ----------------- | ----------------- | ---------- |  | ---------- |  | -------------- | -- | -- |  |
|               |  | Representanthuset | Representanthuset | Representanthuset | Representanthuset | Godkänt    |  | 1957-10-05 |  | 114            | 12 | 24 |  |
|               |  | Senaten           | Senaten           | Senaten           | Senaten           | Godkänt    |  | 1957-12-04 |  | Ingen votering |    |    |  |

| Tyskland |  | 1957-03-25    |               | 1957-07-19    |               | 1957-07-27 |  | 1957-12-09 |  |                |   |   |  |
| -------- |  | ------------- | ------------- | ------------- | ------------- | ---------- |  | ---------- |  | -------------- | - | - |  |
|          |  | Förbundsdagen | Förbundsdagen | Förbundsdagen | Förbundsdagen | Godkänt    |  | 1957-07-05 |  | Ingen votering |   |   |  |
|          |  | Förbundsrådet | Förbundsrådet | Förbundsrådet | Förbundsrådet | Godkänt    |  | 1957-07-19 |  | 68             | 0 | 0 |  |